# 蒸餾室
蒸馏室是歐洲中世紀時大宅、城堡或大企业用作蒸馏的房間。当时，蒸馏室通常用于預備药物、化妆品及製作各種各樣家居清潔劑，以及酿製自家的啤酒或酒，同時也用于儲存香草及花等材料，這些材料會用來製成调味品。蒸馏室也用來製作精油，經過泡制、蒸馏或酿造等工序生產多種產品，包括蔷薇水、薰衣草水、酊剂、薄荷软膏、肥皂、家具上光剂和各种各样的药品。蒸馏室是一個身兼多职的工作室，同時扮演科學實驗室、医务室和廚房的角色。
早期，蒸馏室是一个家庭中很重要的组成部份。蒸馏室由宅院的女主人負責管理，女主人會教導女兒及其他其所監管的女孩各種技能，从而使她們准备好嫁做人妇，有足够能力主持一個家庭。渐渐地，随着貴族女性不再重视實用技能，蒸馏室也不再受重視。後來，医生及药剂师越来越普遍，以往蒸馏室的產品可以在市场上採購而得，蒸馏室遂演變為廚房的附属品，只用于生產果酱，果冻，酿制饮料，以及儲存容易腐烂的食物，例如蛋糕。家务工（Housekeeper）或廚師負責運作蒸馏室，後來則由蒸馏室女僕負責。
如果酒店及餐廳没有设置单独的饮料服务柜台，那么其廚房一般會附加一间蒸馏室，用來制作茶、咖啡及其他飲料。蒸馏室的中央放置燃氣热水锅或電热水锅，獨立運作的咖啡機，以及存放陶器茶具、茶壶和咖啡壶。